# Elżbieta Czerwińska-Sofulak
Elżbieta Czerwińska-Sofulak (ur. 10 grudnia 1958 w Warszawie) – polska aktorka teatralna i filmowa. Występuje jako Elżbieta Czerwińska

## Życiorys
Debiutowała 2 grudnia 1978 w bajce Kraina 105 tajemnicy w reż. M.Kochańczyka na scenie Teatru Wybrzeże w Gdańsku. W latach 1978–1981 pracowała tam w charakterze adepta, uczęszczając jednocześnie do Studium Aktorskiego przy Teatrze Wybrzeże w Gdańsku, które ukończyła w 1981 roku. W latach 1981–1984 była aktorką Teatru im. S. Jaracza w Olsztynie, w latach 1985–1990 Teatru Narodowego w Warszawie. W latach 1990–192 występowała w warszawskim Teatrze na Woli. Aktualnie związana z Teatrem „Polonia” Krystyny Jandy.
Na VII Ogólnopolskim Przeglądzie Monodramu Współczesnego w Warszawie w 2009 roku otrzymała nagrodę za osobowość sceniczną za rolę Mai w spektaklu Kochany synu (reż. R. Grzela).
14 maja 2011 na IX Ogólnopolskim Przeglądzie Monodramu Współczesnego w Warszawie zagrała polską prapremierę monodramu „Smażone zielone pomidory” według powieści Fannie Flagg, w adaptacji i reżyserii Remigiusza Grzeli.
Spektakl „Smażone zielone pomidory” zdobył Nagrodę Publiczności na II Festiwalu Monodramów MONOwMANU w Teatrze Małym w Manufakturze w Łodzi w grudniu 2011.

## Role teatralne
Teatr Wybrzeże w Gdańsku:
- Dziady (reż. Maciej Prus) jako Zosia
- Maria (reż. Irena Maślińska) jako Maria (dyplom)
- Pies ogrodnika (reż. Ryszard Major) jako Marcelina (dyplom)

Teatr im. S. Jaracza w Olsztynie:
- Antygona (reż. Krzysztof Rościszewski) jako Antygona
- Moralność Pani Dulskiej (reż. J. Wierzbicki) jako Hesia
- Zemsta (reż. Jerzy Kozłowski) jako Klara
- Kubuś Puchatek (reż. J. Kozłowski) jako Prosiaczek
- Na Dnie (reż. K. Rościszewski) jako Nastka
- Elżbieta, Maria, Małgorzata (reż. A. Choińska) jako Małgorzata
- Do wójta nie pójdziemy (reż. Krzysztof Rościszewski) jako Lipeczka

Teatr Narodowy:
- Pigmalion (reż. Krzysztof Chamiec) jako Eliza
- Moralność Pani Dulskiej (reż. Krzysztof Chamiec) jako Mela
- Achilles I Panny (reż. W. Jankowski) jako Beta
- Baśń o śpiącej królewnie i błękitnej róży (reż. Paweł Galia) jako Wróżka
- Dzieci Arbatu (reż. Jerzy Krasowski) jako Waria
- Pastorałka (reż. Barbara Fijewska) jako Aniołek

Teatr na Woli:
- Nosorożec (reż. Bogdan Augustyniak) jako kelnerka

Teatr Polonia:
- Bóg (reż. Krystyna Janda) jako kobieta z widowni, Kobieta z nożem w piersi, Pytia

Inne:
- Kochany synu (reż. Remigiusz Grzela) jako Maja (TVP Kultura)
- Cancer Tales (reż. Remigiusz Grzela) jako Joan (produkcja Via Medica)
- Smażone zielone pomidory (reż. Remigiusz Grzela) jako Evelyn Coach, Pani Threadgoode i ona sama (produkcja Agencja Artystyczna GreenLight Agata Kabat)

## Filmografia
- 2023-24 M jak miłość jako Pani Hela, sąsiadka Zduńskich (1749, 1764, 1770)
- 2023 Klątwa jako hafciarka blondynka
- 2023 Na Sygnale (503) jako Krysia
- 2022 Jeszcze przed Świętami jako Renata
- 2022 To nie ze mną jako Róża (odc.4)
- 2021 BARWY SZCZĘŚCIA jako gosposia Stawickiego (odc.2362)
- 2021 KOMISARZ MAMA jako Ewa Milewska, matka Tomasza (odc.12)
- 2021 KRUCJATA. PRAWO SERII jako "Matka" Zofia (odc.5)
- 2021 WOJENNE DZIEWCZYNY jako Franciszka, służąca w pałacu Węgierskich (odc.45, 50)
- 2020 KOMISARZ ALEX jako kobieta w podomce (odc. 171 ARTYŚCI PODRYWU )
- 2019 ECHO SERCA jako Ewelina, matka Macieja (odc.31)
- 2017 Ojciec Mateusz jako klientka Maria (PASJA odcinek 229)
- 2015 M jak miłość jako siostra oddziałowa Królikiewicz (odc.1126, 1127, 1133, 1134, 1136, 1141, 1150)
- 2015 Nowy świat. Żanna jako pani profesor
- 2014: Czas honoru jako matka Mickiewicza (odc. 6 i 7)
- 2013: Przyjaciółki jako Krystyna, ciotka Patrycji (odc. 26)
- 2012: Hotel 52 jako parafianka Krystyna (odc. 72)
- 2011: Głęboka woda jako Łucja, siostra Tereni (odc. 5)
- 2009: Idealny facet dla mojej dziewczyny jako chórzystka
- 2008: Trzeci oficer jako konferansjerka
- 2008: Lejdis jako pielęgniarka
- 2007: Kryminalni jako matka Anny Łupień (gościnnie, odc. 76)
- 2006: Pensjonat pod Różą jako sędzia (gościnnie, odc. 108, 109)
- 2006: Niania jako Krysia (gościnnie, odc. 51)
- 2006: Dwie strony medalu jako salowa (gościnnie, odc. 15, 19, 22, 24)
- 2004: Męskie-żeńskie
- 2003–2009: Na Wspólnej jako Justyna Karpacka
- 2002–2009: Samo życie jako księgowa (gościnnie, odc. 48-49), jako lokatorka (gościnnie, odc. 209)
- 2002, 2004: Plebania jako szefowa (gościnnie, odc. 174), jako urzędniczka (gościnnie, odc. 441, 447)
- 2003: M jak miłość jako urzędniczka, udzielająca ślubu Hani i Markowi (gościnnie, odc. 19), jako urzędniczka udzielająca ślubu Kindze i Piotrowi (gościnnie, odc. 142)
- 2000, 2003, 2004, 2007, 2008: Na dobre i na złe jako pielęgniarka (gościnnie, odc. 32), jako położna (gościnnie, odc. 164), jako położna (gościnnie, odc. 191, 195), jako pielęgniarka (gościnnie, odc. 286-287, 289), jako położna (gościnnie, odc. 330, 331)
- 2000–2001: Adam i Ewa jako kierowniczka banku
- 1999: Tydzień z życia mężczyzny jako wychowawczyni w domu dziecka
- 1999: 4 w 1 jako Ela
- 1998: Spona
- 1997–2009: Klan jako urzędniczka (sezon 1999/2000), jako lekarz ginekolog w „El-Medzie” (sezon 2002/2003), jako lekarz ginekolog w szpitalu (sezony 2003/2004 i 2006/2007)
- 1997: 13 posterunek (odc. 6)
- 1995: Tato jako członkini Parlamentarnego Koła Kobiet
- 1995: Sukces jako żona Maniewicza (gościnnie, odc. 4)
- 1995: Młode wilki jako pielęgniarka
- 1993−1994: Zespół adwokacki
- 1994: Bank nie z tej ziemi jako kobieta oblana przez Godka (odc. 13)
- 1993: Żywot człowieka rozbrojonego (gościnnie, odc. 3)
- 1993: Czterdziestolatek. 20 lat później (gościnnie, odc. 5)